# Ronnie Brewer
Pour les articles homonymes, voir Brewer.
Ronnie Brewer (né le 20 mars 1985 à Portland, Oregon) est un basketteur professionnel américain évoluant aux postes d'arrière et d'ailier.

## Carrière
Il est choisi en 14e position par le Jazz de l'Utah lors de la Draft 2006. Athlétique, polyvalent, bon défenseur, il s'impose comme titulaire dès sa seconde saison à la NBA. Il est notamment connu pour son tir peu orthodoxe, qu'il doit à un accident de toboggan aquatique lorsqu'il était enfant.
En février 2008, il participe au Rookie Challenge en tant que sophomore.
Le 18 février 2010, il est échangé au Grizzlies de Memphis contre un premier tour de la draft 2011.
Profitant de son statut d'agent libre à la suite d'une courte pige du côté de Memphis (6 mois), il a paraphé le 17 juillet 2010 un contrat de 12,5 millions $ pour les trois prochaines saisons avec la franchise de l'Illinois, dans laquelle il retrouve ses ex-coéquipiers du Jazz de l'Utah, le shooteur Kyle Korver et le All-Star Carlos Boozer. Âgé de 26 ans, Ronnie Brewer est appelé à remplacer l'emblématique Kirk Hinrich (parti aux Wizards de Washington) au poste d'arrière.
Après deux bonnes saisons aux Bulls, il est coupé de l'effectif le 11 juillet 2012, mais il signe par la suite chez les Knicks de New York durant l'été 2013.
En février 2013 il s'engage avec le Thunder d'Oklahoma City.
Après une saison 2012-2013 où il n'a convaincu personne, Ronnie Brewer finit par signer un contrat de deux ans avec les Rockets de Houston.
Le 21 février 2014, il est coupé par les Rockets.
Le 7 avril 2014, il retrouve les Bulls de Chicago avec lesquels il participera aux playoffs et portera à nouveau le numéro 11

## Palmarès
- Champion de la Division Centrale en 2011 et 2012 avec les Bulls de Chicago.